# پاگنده (فیلم ۲۰۰۹)
پاگنده (انگلیسی: Bigfoot)، یک فیلم سینمایی کمدی و ماجراجویی محصول ایالات متحده آمریکا است.